# 中條寿子
中條 寿子（なかじょう ひさこ、1978年 - ）は、日本の雑誌編集者。2005年に創刊したインフォレストのファッション雑誌『小悪魔ageha』の生みの親、そして編集長として同誌を人気雑誌に育て上げたことから著名。
発行部数40万部・実売30万部という女性向け雑誌としては記録的な人気を誇った『小悪魔ageha』の全盛期を独特の編集スタイルによって作り上げた“カリスマ編集長”として知られる。

## 来歴
東京都台東区東浅草に出生。幼少期から雑誌が好きで、編集者を志したのは小学生の頃であったという。コギャルブームの隆盛期に渋谷の女子高へ通い、渋谷センター街を闊歩する日々を過ごすも、“遊ぶことに忙しくなり過ぎた”との理由から中退し、のち17歳で大検を取得し和光大学へ進学、在学中には新聞社でのアルバイトや様々な編集の仕事に携わる日々を送った。同時期にはキャバクラでのアルバイトも経験し、それがのちの『小悪魔ageha』の着想に繋がったのだという。
大学4年の終わり頃から英知出版（のちのインフォレスト）でのアルバイトを開始。そして卒業後に同社の社員となり、以後様々なギャル雑誌の編集に携わったのち、2005年に『Happie nuts〔ハピーナッツ〕』別冊の編集長となり、さらに同年暮れ頃に『小悪魔ageha』の前身にあたる『小悪魔&nuts』を発起。以降、同誌の編集長を2011年まで務め上げた。
2011年をもってインフォレストを退社。その理由については、「いつのまにか親会社が変わり、身元がよくわからないおじさんたちが好き勝手なこと言っては、編集者たちが死にものぐるいでつくったものの、利益だけをかすめとっていく。そういう体制にほとほと嫌気がさした。」との説明を雑誌に寄せた。以後は『週刊金曜日』等に寄稿するなどしている。

## 評価等
編集長を務めた『小悪魔ageha』において、他の女性誌とは異質な独自の方向性で誌面を制作、30万超の販売部数を計上したこともあった同誌の全盛期を支えた人物と言われる。版元にあたるインフォレストの倒産に伴い同誌は2014年に廃刊、そこに至るまでの同誌の衰退が本格的に始まったのがすなわち中條の編集長退任の時期（2011年11月）であったと考えられている。
経済評論家の勝間和代は、2009年に発した首相官邸『経済危機克服のための「有識者会合」』向けの提言の中で、20代から30代の若者らによる新規事業の顕著な例として、「東京ガールズコレクション」を発起した永谷亜矢子、「オトバンク」を発起した上田渉、ならびに「Ruby」を開発したまつもとゆきひろとともに、『小悪魔ageha』編集長としての中條の名を挙げている。
2010年にはCNNの“東京ホットリスト：今一番旬な20人 ―今日本で一番旬なこの人達を知らずに、東京は語れない―”と題した企画記事に、女優の沢尻エリカ、ミュージシャンのマドモアゼル・ユリア、実業家の柳井正、モデルの益若つばさ、ゴルファーの石川遼、歌手のalan、モデルの黒木メイサ、音楽グループのEXILE、俳優の尚玄、フラワーアーティストの東信、写真家の梅佳代、モデルの岡本多緒、スタイリストの奈良裕也、アイススケート選手の浅田真央、野球選手のダルビッシュ有、モデルの西山茉希、実業家の田中良和、アイドルグループのAKB48、およびサッカー選手の本田圭佑という、各分野から選抜された19名とともにその名が登場。
『キャバ嬢の社会学』などの著作で知られるライターの北条かやは、かつて中條のもとで『小悪魔ageha』の編集に携わっていた『LARME』創刊編集長の中郡暖菜に中條の影響を見い出したうえで、中郡を編集長に据える『LARME』を“中條のDNAを受け継ぐ雑誌”と評している。